# Liste des évêques et archevêques de Dol
Pour un article plus général, voir Ancien diocèse de Dol.
Liste des évêques et archevêques de Dol
L'existence de l'évêché de Dol est attestée dès le VIe siècle. La tradition donne saint Samson comme étant son fondateur.
En 848, Nominoë, qui se fait couronner duc à Dol, y érige un siège archiépiscopal (avec titre de primat de Bretagne) avec les évêchés de Saint-Pol-de-Léon, de Saint-Malo, de Saint-Brieuc et de Tréguier comme suffragants,.
Mais le siège de Dol ne fut jamais reconnu comme métropolitain par les archevêques de Tours, qui réussirent à le faire réduire au simple rang d'évêché par le pape Innocent III en 1209.
Le 29 novembre 1801, l'évêché fut supprimé. Le territoire du diocèse fut rattaché aux diocèses de Saint-Brieuc et de Rennes.

## Les évêques (de 557 à 859)

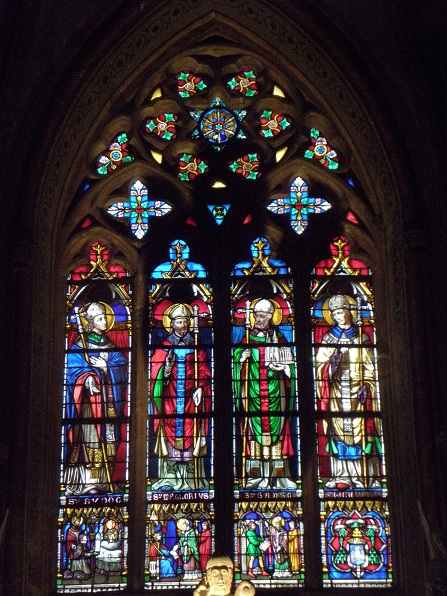
Verrière axiale de la chapelle absidale de la cathédrale Saint-Samson figurant quatre des premiers évêques de Dol.

- saint Samson[3] (vers 557 - † vers 565)
- saint Magloire[3] ou Maglorius († entre 575 et 605)
- saint Budoc[3] ou Budocus (VIIe siècle)
- saint Leucher[3] (ou Leucherus)
- Figerinomalus'[3]
- Rostaldus[3] (vers 640)[4] (saint Restold)
- saint Armælus[3]
- saint Jumahel[3] (ou Junemeus)
- saint Thurian[5] ou Thurianus, ou Turianus († vers 749)
- Genevus[6] (vers 750[4])
- Rectovaldus[3]
- Junemenus[3]
- Juthinaleus[7]
- vers 848: Salacon[8],[9] (ou Salomon[10]), déposé par Nominoë en 849.
- entre 849 et 859[11].

## Les archevêques (de 859 à 1209)
- vers 859-869[12]: Festinianus[8] (ou Fastarius[13], ou Fastrarius[10])
- vers 878 : Main Ier[13] (ou Mahenus[10])
- vers 888-† 895 : Jean Ier[3] (ou Joannes)
- vers 930 :Agan ou  Aganon[14] (ou Agano)
- † 944: ? (Anonyme ou Guiomar)[3],[15] (ou Guiomarus)
- vers 950-952[16]: Wicohen/Jutohen[13] (ou Gingoneus[10], ou Juthoven[10])
- vers 967: Gisloenus[3]
- vers 990: Main II[13] (ou Mainus[10], ou Mahenus[10])
- † vers 1004: Roland Ier[17] (ou Rollandus)
- 1008[12]-1032 : Junguenée ou Jungoneus[13] (ou Junkeneus[10])
- avant 1040-vers 1076 : Juhel[13] (ou Johoneus[10], ou Juhellus[10], ou Juthaël) ; marié, et coupable de simonie, il fut frappé d'anathème par le concile de Reims en 1049.
- vers 1075[12] ou 1076[16]-† 27 janvier 1078[12]: Gelduin (ou Gilduinus)
- 1076[16] ou 1078[12]-† 26 septembre[12] ou 17 novembre[16] 1081: cardinal Yves[10] (ou Ivon[13], ou Evenus[10])
- 1082-† vers 1088[12] ou 1092[16]: cardinal Jean II de Dol (ou Joannes)
- vers 1093-vers 1106[16] ou † vers 1107[12]: Rolland II (ou Rollandus)
- vers 1106 : Jean III de Dol[14]
- vers 1107 : Ulgrin[13] (ou Vilgrinus[10])
- 24 novembre 1107-† 5[12] ou 6[16] janvier 1130: Baudri[13] (ou Baudrius[10], ou Baldricus[10])
- 1130-vers 1146: Geoffroi Ier Le Roux[13] (ou Godefredus[10])
- vers 1147-† 1153[12] ou 1154[16]: Olivier[13] (ou Oliverius[10])
- 13 février 1154-1160[16] ou 1161[12]: Hugues Le Roux[13] (ou Hugo Rufus[10], ou Hugo Rubeus[10])
- 1162-† 1163 : Roger du Homet[13] (ou de Humez[10])
- 1163-† 27 janvier 1177: Jean IV (ou Joannes)
- 1177-1185[16] ou † 4 mars 1187[12]: cardinal (vers 1184) Roland III (ou Rolandus)
- vers 1186[16] ou 1187[12]-† vers 1187[12] ou 1188[16]: Henri Ier[18] (ou Henricus)
- 1188[12] ou 1189[16]-1190[16] ou † vers 1192[12]: Jean V de Vaunoise (ou Joannes)
- 1190[16] ou 1194[12]-† après le 1er juin 1199: Jean VI de La Mouche[8] (ou Joannes Meschin[10])
- vers 1200[16] ou 1205[12]-1209 : Jean VII de Lizaunet[13] (ou Joannes de Lisanet[10])

## Les évêques (de 1209 à 1801)

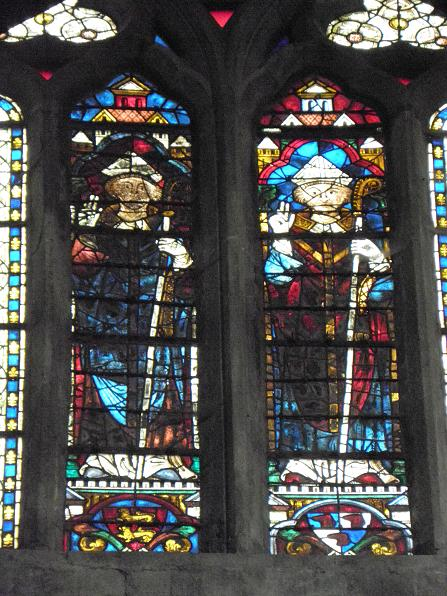
Thibaud de Pouancé et Jean du Bosc (Vitrail de la cathédrale Saint-Samson datant du XIVe (les armes ont été ajoutées au XIXe).

- 1205-† 13 novembre 1231 : Jean VII de Lizaunet[13] (ou Joannes de Lisanet[10])
- 1231[16] ou 1232[12]-1241[12] ou 1242[16]: Clément de Coëtquen[13] (ou Clemens de Vitré[10], ou de Coëtquin[10])
- 1242[16] ou 1243[12]-16[16] ou † 17[12] novembre 1265: Étienne Ier (ou Stephanus)
- janvier 1266-13 mai 1279[16] ou † 13 mai 1280[12]: Jean VIII Mahé (ou Joannes de Mahé)
- juillet 1280-† 30 mars 1301: Thibaud Ier de Pouancé[13] (ou Theobaldus de Pouancé[10])
- 1301-† janvier 1312 : Thibaud II de Moréac (ou Theobaldus)
- 1312-† 25 janvier 1324 : Jean IX du Bosc[13] (ou Joannes Dubois[10])
- 24 avril 1324-† 15 mars 1328 : Guillaume Ier Méchin[13] (ou Guilielmgmus Méchin[10])
- 27 avril 1328-† 8 mai 1340 : Jean X d'Avaugour (ou Joannes)
- 30 mais 1340-† mars 1348[12] ou vers 1350[16]: Henri II Dubois (ou Henricus)
- vers 1350[16] ou 1352[12]-1er avril 1357 : Simon Le Maire
- 1er avril 1357[12] ou 1358[16]-16 mars[16] ou † 17 avril[12] 1366 : Nicolas[19]
- 1366 ou 1367[20]-1373 Jean XI des Pas[13] (ou Joannes de Pas[10])
- 1373[20] ou 1374-vers 1377[16] ou 1379[12]: Geoffroy II de Coëtmoisan[21] (ou Geofridus)
- vers 1378-1381 : Pierre[22] (ou Petrus)
- 1381-1382 : Guy de Roye[23]
- 1382[16] ou 1384[12]-1386 : Évrard de Trémagon[13] (ou Evrardus de Tremigon[10])
- 27 août 1386-2 février 1390[16] ou † 2 février 1391[12] : Guillaume II de Brie[13] (ou Guilielmus Melchini[10] ou Bris[10])
- 1390[16] ou 1391[12]-20[16] ou † 26[12] mai 1405 : Richard de Lesmenez
- 1er décembre 1405-† 6 décembre 1429 : Etienne II Cœuret (ou Stephanus)
- octobre 1430[12] ou 8 janvier 1431[16]-† 22 mai 1437: Jean XII de Bruc (ou Joannes)
- 11 décembre 1437-24 août 1444 : Alain Ier de Lespervez
- 25 décembre 1444-† 16 avril 1456 : Raoul de La Moussaye
- 17 juin 1456-† 22 juillet 1474: cardinal Alain II de Coëtivy
- 1474-14 janvier 1478 : Christophe de Penmarc'h[14], originaire de la famille de Penmarc'h en Saint-Frégant (actuel Finistère)
- 1478[16]-29 mars 1482 : Michel Guibé
- 28[12] ou 29[16] mars 1482-† 5 avril 1504 : Thomas Ier James, parmi les religieux de la cathédrale : le chanoine François Vitron, prieur commendataire de l'Abbaye Saint-Magloire de Léhon en 1498
- 12 juin 1504-† 10 décembre 1521 : Mathurin de Plédran

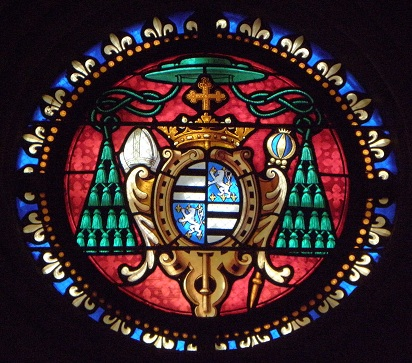
Armes de Mgr de Bouschet de Sourches (Vitrail de la cathédrale Saint-Samson de Dol-de-Bretagne).

- 1522-1524 : Thomas II Le Roy
- 30 juin 1524 ou 1528[24]-† 2 juillet 1554[25] ou † 2 juillet 1556[16]: François Ier de Laval
- 25 septembre 1556[16] ou 25 septembre 1557[12]-12 septembre[16] ou † 22 octobre[12] 1557: Jean XIII de Matthefélon (ou Jean du Mas de Matheflon)
- janvier 1558-† 12 septembre 1591 : Charles d'Espinay (ou Carolus)
- 12 septembre 1591-vers 1598 : siège vacant[26]
- 1598-1603: Edmond Révol
- 4 janvier 1604[12] ou 6 janvier 1606[16]-† 6 août 1629: Antoine Révol[27] (ou Antoninus)
- 2 août 1630-19 février[28] 1644 : Hector d'Ouvrier
- 19 février 1644-24 novembre 1648 : Antoine-Denis Cohon[13] (ou Antoninus-Dionysus[10], ou Anthyme-Denis)
- 24 novembre 1648[12] ou 16 février 1653[16]-† 1660 : Robert Cupif
- 1660[29]-† 31 janvier 1692 : Mathieu Thoreau[13] (ou Mattheus Thoreau[10])
- 5 avril[30] 1692-15 ou 16 avril[31] 1702 : Jean-François de Chamillart
- 15[32] ou 16[12] avril 1702-12 janvier 1715: François II Elie de Voyer de Paulmy d'Argenson
- 12 janvier 1715[33]-† 23[34] juin 1748 : Jean-Louis du Bouchet de Sourches[13] (ou du Bouschet de Sourches[35])
- 16 février 1749[36]-† 11 février[37] 1767 : Jean-François-Louis Dondel[38]
- 22 avril[39] 1767- juin 1790 : Urbain-René de Hercé, dernier évêque avant la suppression du siège.
- juin 1790-29 novembre 1801 : siège vacant